# Farkas Zoltán (író)
Draskóczi Farkas Zoltán (Aranyosmarót, 1880. július 21. – Budapest, 1969. március 28.) irodalomtörténész, irodalomkritikus, művészeti író, a művészettörténeti tudományok kandidátusa (1960).

## Élete
Draskóczi Farkas Géza kúriai bíró és csitári Germanecz Terézia fia. Tanulmányait a Budapesti Tudományegyetemen végezte, ahol 1912-ben doktorált. Az 1910-es években már több, feltűnést keltő cikke és bírálata megjelent folyóiratokban és hírlapokban. 1919-től a Szózat, 1930-tól a Nyugat művészeti munkatársa volt.

## Művei
- Bajza József élete és művei (Budapest, 1912)
- Tiziano (Budapest, 1912)
- A biedermeier (Budapest, 1914)
- Medgyessy Ferenc (Ars Hungarica sorozat, Budapest, 1934)
- Magyar festők (Budapest, 1941, franciául 1944)
- Munkácsy Mihály (Budapest, 1941 és 1943)
- Paál László (Budapest, 1954)
- Csók István (Budapest, 1957)
- A romantika festészete és szobrászata (Budapest, 1959)
- Egry József (Budapest, 1959, 1969)
- Daumier (Budapest, 1960)
- Degas (Budapest, 1967)
- Rodin (Budapest, 1972)

## Díjai, elismerései
- Szocialista Munkáért érdemérem (1960)
- Munka Érdemrend arany fokozata (1965)